# 土方鐵
土方 鉄（ひじかた てつ、1927年1月2日 - 2005年2月6日）は京都府出身の作家、俳人、脚本家、部落解放運動家。本名、藤川正美あるいは福井正美。筆名は文学サークル「土と鉄」に由来する。部落解放同盟京都府連合会顧問、1996年から部落解放文学賞実行委員会代表。

## 経歴
京都市伏見区竹田改進地区の被差別部落に生まれる。小学校卒業後、鉄工場に就職するも1942年に肺結核で入院。肋骨9本を切除し、10年間にわたって療養生活を送る傍ら文学に親しむ。
退院後、1953年から部落解放全国委員会京都府連合会で専従となる。1963年、長篇小説『地下茎』で第3回新日本文学賞受賞。1974年から1990年まで『解放新聞』編集長。1974年以後、部落解放文学賞の実行委員や選考委員を歴任。1975年、「差別とたたかう文化会議」事務局長に就任。
狭山事件に関して石川一雄元受刑者の無実を主張する立場から、部落解放同盟大阪府連合会製作映画『おれは殺していない』（1971年）、『狭山の黒い雨』（1973年）、『石川君は無実だ』（1976年）、『造花の判決』（1976年）、『狭山・勝利への道』（1978年）、『無罪─石川さんは脅迫状を書いていない』（1980年）の脚本を担当。その一方で、「"狭山""狭山"っていっくらゆったって（ママ）、とても石川君が、この堕落のザマじゃ奪還できる筈もねえよ」と嘆いたこともある。
1962年に平田弘史の劇画『血だるま剣法』（日の丸文庫）が部落解放同盟の糾弾により絶版回収に追い込まれた時はこの作品の改作版の原作を執筆し没になった他、今江祥智と田島征三の『ひげのあるおやじたち』（1970年11月10日、福音館書店）に部落差別表現があるとして問題になった際には、著者たちへの糾弾の急先鋒に立った。
一方、1992年6月1日付『解放新聞』における在日韓国人の短歌作家・李正子へのインタビュー記事では、韓国の首都ソウルを「京城」（「ソウル」とのルビ付き）と表記し、広島の「民族差別と闘う連絡協議会」（民闘連）系の在日韓国人団体から差別表現として糾弾された。京城とは日帝の朝鮮半島への植民地支配時代に使用されていた帝国主義的表記である、というのが糾弾の理由であった。小森龍邦からは「糾弾するものが糾弾される立場に立った」と評された。広島にて、民闘連系の在日韓国人団体による部落解放同盟への糾弾が行われ、部落解放同盟は「本人が（帝国主義的表記であることを）知らなかったとはいえ、校正でも見落とした。もうしわけなかった」と謝罪したが、民闘連系の在日韓国人団体は「そんな簡単なことで済まされるのか。それでも日本の解放運動の主流の言うことか」と追及の手を緩めなかった。土方は自己批判の文章を『朝鮮にかかわる差別表現論』（明石書店）に発表した。土方は「戦後、ソウルと呼ばれているのを、『京城』の現地読みとばかり、誤解していた」と弁解している。
私生活では教員の妻や2人の娘を放ったまま女子大生と同棲して転々と居所を変え、詩人の酒井真右から批判を受けた。酒井によると、土方は酒井の叙事詩集『日本部落冬物語』を妬んで中傷し、同書が日本テレビでとりあげられそうになると、部落解放同盟役員の肩書を利用してこれを妨害し、さらに酒井の長篇叙事詩『狭山差別裁判』を盗作呼ばわりしたこともあるという。土方はまた、石川一雄獄中短歌集が酒井を編者としてたいまつ社から出版される段取りになると、「酒井は石川歌集の編者として不適任である」と言い張り、編者から酒井を外したこともある。

## 著書
- 『地下茎』（同時に新日本文学賞を受賞した高田英太郎の作品とあわせて1冊にしたもの） 三一書房 (1963年)
- 『人間の血はかれない―解放運動の人たち』汐文社 (1962年)
- 『人間に光あれ』汐文社 (1963年)
- 『その愛朝やけのなかに』三一書房 (1964年)
- 『太陽とバラと愛と』三一書房 (1966年)
- 『部落―ある靴職人の視点』社会新報 (1969年)
- 『差別裁判―現代の魔女狩り<狭山事件>』社会新報 (1970年)
- 『被差別部落のたたかい―人間に光あれ』新泉社 (1972年)
- 『浸蝕』合同出版 (1972年)
- 『差別への凝視』創樹社 (1974年)
- 『差別と表現』解放出版社 (1975年)
- 『部落・ある靴職人の視点』解放出版社 (1977年3月)
- 『狭山事件考』創樹社 (1977年6月)
- 『部落解放と文化運動―土方鉄エッセイ集』オリジン出版センター (1977年8月)
- 『芸能入門・考―芸に生きる』小沢昭一との共著 明石書店 (1981年10月)
- 『差別と人間』共著 同志社大学宗教部 (1983年4月)
- 『反差別に生きる人びと』明石書店 (1984年4月)
- 『差別を考える―運動と理論をめぐる対話』三一書房 (1984年10月)
- 『解放文学の土壌』明石書店 (1987年1月)
- 『話しあいませんか 反差別の生き方について』解放出版社 (1987年9月)
- 『妣の闇』解放出版社 (1990年4月)
- 『部落―チョ・ジヒョン写真集』鈴木常勝、中村水名子、チョジヒョンとの共著 筑摩書房 (1995年4月)
- 『道標―時時刻刻を紡ぐ』解放出版社 (1995年10月)
- 『句集 漂流』現代書房 (1996年3月)
- 『小説 石田波郷』解放出版社 (2001年3月)